# Quatre-vingt-treize
Quatre-vingt-treize és una pel·lícula francesa muda en blanc i negre dirigida per André Antoine, Albert Capellani i Léonard Antoine, produït per Pathé Frères i estrenada el 1920.

## Argument
Adaptació de la novel·la homònima de Victor Hugo, amb el teló de fons de França sota el Regnat del Terror.

## Repartiment
- Charlotte Barbier-Krauss : La Flécharde
- Paul Capellani : Gauvain
- Max Charlier : Imanus
- Georges Dorival : Radoub
- Philippe Garnier : Le marquis de Lantenac
- Henry Krauss : Cimourdain
- Maurice Schutz : Grandcoeur

## Producció
Iniciada l'any 1914, el rodatge de la pel·lícula es va aturar per la guerra. La pel·lícula es va acabar el 1919.